# Самоанско-тонганская война XIII века
Самоанско-тонганская война — война самоанцев за независимость от Тонганской империи, произошедшая, ориентировочно, в середине XIII века. Свелась к единственному крупному боестолкновению, которое произошло на северном побережье острова Савайи.
Тонганским войском командовал лично верховный правитель Талакаифаики, восставшими самоанцами — братья Туна, Фата и Савеа. Победа повстанцев привела к изгнанию тонганцев, господствовавших на этом архипелаге около трех столетий, и создала условия для формирования на Самоа централизованного суверенного государства во главе с династией Малиетоа. Сведения о войне носят в основном легендарный характер.

## Предыстория

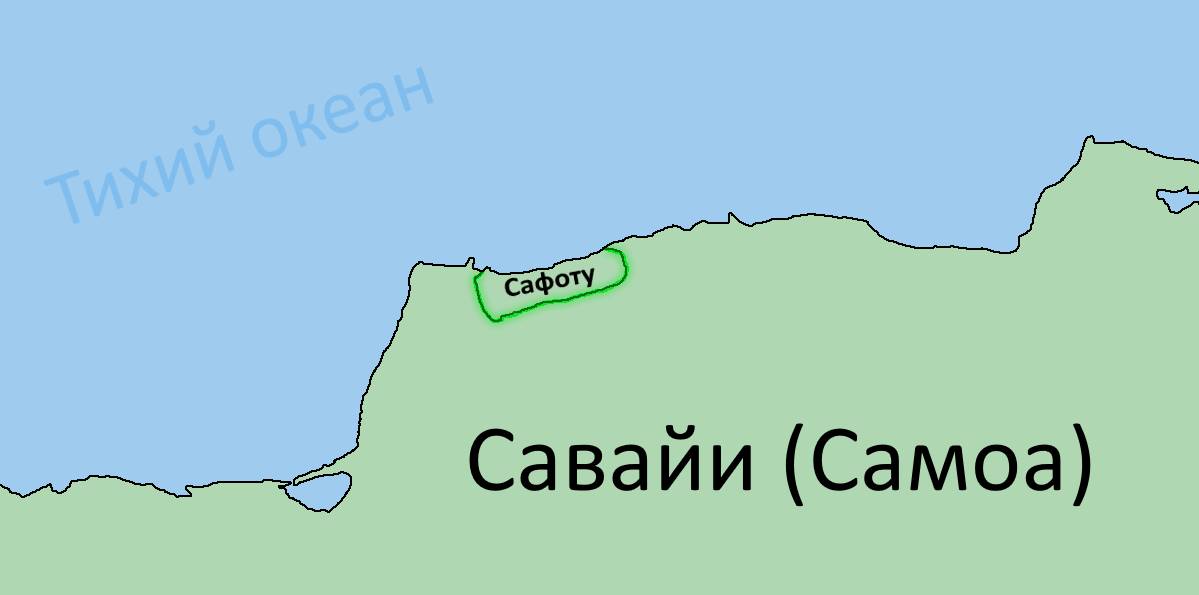
Сафоту — место высадки тоганцев во время конфликта